# ديشون
ديشون (بالعبرية: דִּישׁוֹן) هي موشب في شمال إسرائيل بالقرب من الحدود مع لبنان، في منطقة جبال نفتالي قرب وادي الحنداج، وتقع تحت إدارة مجلس جبل الشيخ الإقليمي. في 2019، بلغ عدد سكانها 333 نسمة.

## التاريخ
تأسست ديشون في 1953 على يد مهاجرين يهود من ليبيا، على أرض قرية ديشوم الفلسطينية التي هُجِّرت بالقوة خلال حرب فلسطين 1947-1949. واسمها مأخوذ من اسم القرية الفلسطينية.
خلال الحرب الفلسطينية الإسرائيلية 2023، استهدف حزب الله المستوطنات الواقعة على الحدود الشمالية الإسرائيلية، مما أدى إلى إخلاء السكان من هذه المستوطنات، بما في ذلك في ديشون.